# Esther Pohl Lovejoy
Esther Pohl Lovejoy, född 1869, död 1967, var en amerikansk läkare, rösträttsaktivist och pionjär inom offentlig sjukvård och biståndsarbete i USA.
Hon var en av grundarna av Medical Women's International Association och dess första ordförande. Hon arbetade för kvinnlig rösträtt i delstaten Oregan 1906–1912, grundade Everybody's Equal Suffrage League när delstaten införde reformen 1912, och deltog som kandidat i kongressvalet när kvinnlig rösträtt infördes i USA 1920. 